# إريك سفينسون
إريك سفينسون (16 أبريل 1903 - 1 يناير 1942) هو لاعب كرة قدم سويدي في مركز الهجوم. لعب مع نادي مالمو.

## وصلات خارجية
- إريك سفينسون على موقع قاعدة بيانات كرة القدم.إي يو (الإنجليزية)